# 凯瑞商学院
凱瑞商学院（Johns Hopkins Carey Business School，简称Carey），是美國约翰斯·霍普金斯大学的商學院，成立於2007年，主校区位于马里兰州巴尔的摩和華府。
凱瑞商学院为國際商管學院促進協會（AACSB）認證之商学院，主要授予企業管理碩士（MBA）及理學碩士（Master of Science）等研究所學位，其教学及研究涵盖管理學及組織行為學、財務管理及會計學、醫務管理、行銷學、資料分析及作業管理、資訊管理和不動產等領域。

## 历史
凱瑞商学院的前身为1909年创立的约翰斯·霍普金斯大学商业与教育专业研究学院（School of Professional Studies in Business and Education，SPSBE），SPSBE於2007年拆分為凱瑞商學院和教育學院兩個獨立的學院。
威廉・凱瑞（William P. Carey）所有的W. P. Carey基金會，是成立凱瑞商學院背後主要的捐助者。該基金會於2006年捐贈5,000萬美元予约翰斯・霍普金斯大學，期盼於該校成立一個獨立的商學院，凱瑞商學院而後在隔年成立。凱瑞商學院以威廉・凱瑞的祖先詹姆斯・凱瑞（James Carey）為名。詹姆斯·凱瑞是19世纪巴尔的摩地区的航运家，歷任马里兰银行董事長和巴爾的摩市議會議員，同时也是霍普金斯大学創辦人约翰斯·霍普金斯的远亲。除了凱瑞商學院外，W. P. Carey基金會曾經也分別捐贈亞利桑那州立大學W·P·凱瑞商學院（2003年捐贈5,000萬美元）、馬里蘭大學凱瑞法學院（2003年捐贈3,000萬美元）以及賓州大學凱瑞法學院（2019年捐贈1.25億美元）。
- 2007年，凱瑞商學院於约翰斯・霍普金斯大學成立。
- 2008年，首位院長Yash Gupta就任，於2011年卸任。
- 2010年，首推出全職的企業管理碩士（Global MBA）學位學程[6]。
- 2011年，自巴爾的摩原Charles Street校址搬遷至Legg Mason大樓。
- 第二位院長Bernard Ferrari就任，於2019年退休卸任。
- 2015年，凱瑞商學院開始提供線上課程[7]，以滿足在職專業人士和其他地區學生的修課需求。
- 2017年取得國際商管學院促進協會（AACSB）認證。[8]
- 2019年，現任院長為Alexander Triantis就任[9]凱瑞商學院推出更新的全職企業管理碩士（MBA）學程，提供更多實務學習機會，並加強在醫務管理、資料分析及科技創新等領域的課程[10]。

## 校区

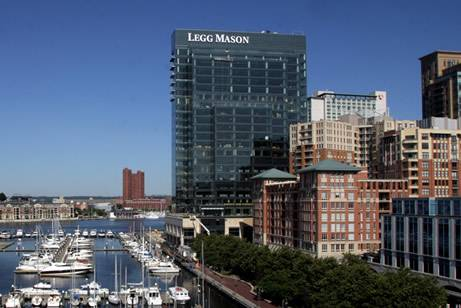
Legg Mason大樓—凱瑞商學院總部所在地

凱瑞商学院目前拥有兩個主要校區，座落於馬里蘭州巴爾的摩和華府：
- 巴尔的摩校区（Harbor East）是凱瑞商學院的旗艦校區，位于巴尔的摩市區Inner Harbor的Legg Mason大樓。
- 华盛顿校区，位於華府杜邦圓環的大使館特區（Embassy Row），緊鄰尼采高等國際研究學院（SAIS）。

## 學程
凱瑞商學院為國際商管學院促進協會（AACSB）認證之商學院。
凱瑞商学院目前提供全職及在職的研究所學程，包括企業管理碩士（Master of Business Administration）、各類商學領域的理學碩士（Master of Science）以及針對高階經理人開設之研習證書學程（Certificate Programs）。凱瑞商學院於2019年更新其全職MBA學程，提供更多實務學習機會，並加強在健康醫療、數據分析及科技創新等領域的課程。
除了企業管理碩士學程的全職（Full-time MBA）和在職（Flexible MBA）專班，凯瑞商学院提供如財務管理、行銷學、醫務管理、資訊管理、商業資料分析及風險管理和不動產等若干主修方向的理學硕士学位學程。
凱瑞商學院自2015年開始提供線上課程，方便全職及遠距離工作者修習課程。
凱瑞商学院与约翰斯・霍普金斯大學其它學院保持紧密的合作关系。

## 排名
约翰斯・霍普金斯大學是美國和世界頗負學術聲譽之研究型大學，在全美和世界大學排名均名列前茅。凱瑞商學院近年則未參加如美國新聞與世界報導、《金融時報》、《彭博商業周刊》和《經濟學人》等知名機構的商學院排名。
凱瑞商學院在QS世界大學排名的行銷學碩士學程（Masters in Marketing）排名，取得第32名的成績。

## 出版刊物
凱瑞商學院定期發行《Carey Business》雜誌，供校友、學生、教師及職員閱讀。《Changing Business》則於2014年創刊，傳播凱瑞商學院教師的學術研究。